# Манхамбіра
Манхамбі́ра (англ. Mankhambira) — традиційна громада у складі дистрикту Нхата-Бей Північного регіону Малаві.
Населення — 24642 особи (2018).